# Estação Sambô - Ao Vivo
Estação Sambô - Ao Vivo é o segundo álbum da banda de samba Sambô, lançado em 27 de novembro de 2012 nos formatos CD e DVD com o selo Som Livre. Foi o segundo mais vendido via iTunes no Brasil em 2013, atingindo a vendagem de 35.000 cópias.

## Faixas
1. 1. Abertura - Você Abusou (Antônio Carlos e Jocáfi)
  2. Suddenly I See (KT Tunstall)
  3. Zóio de Lula (Chorão, Champignon, Thiago Castanho, Marcão, Renato Pelado)
  4. Nobre Cidadão
  5. Can't Buy Me Love
  6. Porto Lisboa - Part. Esp.: Sidney Magal
  7. Originais do Samba
  8. Solidão
  9. Dívida (Ultramen) - Part. Esp.: Thiaguinho
  10. Dia De Sol
  11. Ere
  12. Os Cegos do Castelo (Nando Reis) - Part. Esp.: Di Ferrero (NX Zero)
  13. Pais e Filhos
  14. Sentimento que dói Part. Esp.: Péricles
  15. Deixa - Part. Esp.: Péricles
  16. Não Vai Embora
  17. This Love (Adam Levine, Jesse Carmichael)
  18. Aluga-se (Raul Seixas, Cláudio Roberto Andrade de Azevedo)
  19. Smells Like Teen Spirit (Kurt Cobain, Dave Grohl, Krist Novoselic)
  20. Minha Vida
  21. --Palpite
  22. O Rappa .A Feira. Minha Alma e Pescador De Dinossauro